# Trachelopachys bicolor
Trachelopachys bicolor är en spindelart som beskrevs av Chamberlin 1916. Trachelopachys bicolor ingår i släktet Trachelopachys och familjen flinkspindlar. Inga underarter finns listade i Catalogue of Life.